# Дэвис, Эндрю Джексон
Эндрю Джексон Дэвис (англ. Andrew Jackson Davis, 11 августа 1826 года — 13 января 1910 года) — американский медиум и ясновидящий, которого последователи спиритуализма считают одним из основателей этого учения. Первую известность Дэвису принесла надиктованная им в трансе книга «The Principles of Nature, Her Divine Revelations, and a Voice to Mankind», за которой последовала The Great Harmonia, выдержавшая в США 40 переизданий.

## Биография
Эндрю Джексон Дэвис родился 11 августа 1826 года в Блуминг-Гров, штат Нью-Йорк, в небольшом селении на берегу реки Гудзон. Его отец, подрабатывавший сапожником и ткачом, был алкоголиком. Мать, неграмотная женщина, отличалась фанатичной религиозностью. Мальчик провёл трудное и бедное детство не получив никакого образования и с ранних лет начав работать — помощником обувщика. Если верить автобиографии («Магическое», «The Magic Staff»), к 16 годам он прочёл лишь одну книгу, «Катехизис» (хотя впоследствии оппоненты намекали на то, что в действительности он был куда более образован, чем пытался представить). Джексон утверждал, что «психические» способности у него стали проявляться уже в детстве: он якобы слышал «ангельские голоса», дававшие ему советы и утешения, а в день смерти матери увидел «дом в живописной местности, куда по предположению Дэвиса отправилась её душа».
В 1838 году семья переехала в город Покипси, штат Нью-Йорк. В возрасте 17 лет Дэвис попал на лекцию по месмеризму, которую читал доктор Дж. С. Грамс, профессор юриспруденции из Кастлтонского медицинского колледжа. Полученные знания он попытался применить на практике — поначалу безуспешно. Но вскоре портной по имени Уильям Ливингстон, обладавший гипнотическими способностями, ввёл Дэвиса в транс и выяснил, что его подопечный в этом состоянии способен делать странные вещи: читать закрытые книги, ставить диагноз и даже (не обладая никакими медицинскими знаниями) прописывать лечение, которое каким-то образом действительно помогало больным. Под покровительством Ливингстона Дэвис начал развивать способность к ясновидению и занялся целительством. Он утверждал при этом, что человеческое тело становится для его «внутреннего зрения» прозрачным, источающим сияние, которое у больных органов тускнеет. При этом иногда он выполнял диагностические упражнения на расстоянии, позволяя «эфирному телу» высвобождаться из физической оболочки в результате «магнетических манипуляций». Дэвис, по его собственным словам, совершал «духовные путешествия», после которых подробно описывал землю, какой она была видна с большой высоты, описывал залежи полезных ископаемых, подземные пустоты и т. д.

Примечательно, что на ранних стадиях развития своих психических сил Дэвис не мог вспомнить своих впечатлений сразу после выхода из транса. Но подсознание регистрировало впечатления, и по прошествии времени он мог восстановить их до мельчайших подробностей. Долгое время Дэвис оставался источником, открытым для всех, но закрытым для самого себя. — — А. Конан Дойль. История спиритуализма. Глава третья 
В Нью-Йорке Дэвис начал заниматься самообразованием и привлёк к себе внимание известных людей, в числе которых был и Эдгар По. Вскоре он мог уже погружаться в транс самостоятельно и начал анализировать собственные «психические переживания». Он проводил много времени у постелей умирающих, наблюдая, по его словам, отход души от тела. Результаты этих наблюдений вышли в виде брошюры, но успеха не имели и были затем включены в первый том «Великой гармонии».

## Происшествие в горах Кэтскилл
Вечером 6 марта 1844 года с Дэвисом произошло нечто, наложившее отпечаток на всю его оставшуюся жизнь. Сам он утверждал, что под воздействием некой «силы» в состоянии транса выбежал из Покипси и оказался в горах Катскилл, в сорока милях от дома. Здесь он вступил в общение с двумя «выдающимися мужами», в которых позже, задним числом, узнал греческого философа Галена и Эммануила Сведенборга, которые беседовали с ним о медицине и нравственности. Встреча, по словам Дэвиса, принесла ему величайшее просветление. Позже появились предположения, что это путешествие он совершил во сне или в трансе, не выходя из дому, но, как бы то ни было, после этого происшествия характер сообщений, которые он стал получать, изменился.
Дэвис начал проповедовать о природе жизни, строении мира и истоках духовности. В ходе своего непрерывного путешествия по стране он познакомился с практикующим гипнотизером доктором Лайонсом и преподобным Фишбоу, взявшимся записывать речи, которые Дэвис произносил в трансе.
В ноябре 1845 года Дэвис начал надиктовывать тексты, которые легли в основу его книги «The Principles of Nature, Her Divine Revelations, and a Voice to Mankind». Этот литературно-гипнотический опыт продолжался 15 месяцев и свидетелями происходившего были многие известные люди. В частности, доктор Джордж Буш, профессор иврита Нью-Йоркского университета, утверждал, что «…слышал из уст Дэвиса высказывание на древнееврейском языке, представляющее собой изложение географических представлений той эпохи, которую он в своём возрасте не мог изучить за столь короткое время. Он рассуждал о древней библейской истории и мифологии, о происхождении и корнях языка, о развитии цивилизации у различных наций земного шара. Такими познаниями могла бы гордиться любая прославленная школа. Подобную глубину знаний невозможно получить, даже прочитав книги всех библиотек христианского мира».
В книге Дэвис описал свои «душевные полёты», погружения в «состояние наивысшего подъёма», и функцию своего «духовного глаза». Он подробно проанализировал процесс отхождения души от тела (который наблюдал специально подолгу оставаясь у постели умиравших людей), рассказал, как эфирное тело покидает «бедную телесную оболочку, оставляя её опустошённой, наподобие оболочки куколки, которую только что покинул мотылёк».

### Предсказания Дэвиса
До 1856 года Дэвис предсказал во всех подробностях появление автомобиля и пишущей машинки. В своей книге «Проникновение» он, в частности, писал:
Приближаются дни, когда экипажи и вагоны-салоны для путешествий появятся на сельских дорогах. Без лошадей, без пара или иной видимой силы они смогут передвигаться с большой скоростью и совершенно безопасно. Экипажи, снабжённые механизмами, которые удобно размещаются между передними колёсами, будут двигаться благодаря необычным и несложным смесям жидких и атмосферных газов, легко конденсирующихся и возгорающихся…Э. Дж. Дэвис
Задолго до открытия Плутона (в 1933 году) Дэвис писал о девяти планетах Солнечной системы, причём точно указал плотность Нептуна. (С другой стороны, он считал, что Солнечная система имеет «второй центр» и указывал на наличие некой «высшей расы», населяющей Сатурн.).
В книге «Принципы природы» (1847) Дэвис предсказал расцвет спиритуализма:
Духи действительно общаются друг с другом, даже если один из них находится в теле, а другой — в высших сферах. Если человек подсознательно одержим потоком психических сил и не осознаёт этого факта, то силы могут реализовываться в виде жизненных проявлений. Мир будет приветствовать приход новой эры, когда духовный мир человека откроется для контактов и духовное общение станет такой же нормой, как это, возможно, происходит с жителями Марса, Юпитера и Сатурна…Э. Дж. Дэвис. «Принципы природы» (1847)
В дневнике от 31 марта 1848 года Дэвис записал: «Утром, как только рассвело, тёплое дыхание коснулось моего лица, и я услышал сильный звучный голос: „Брат мой, сегодня мы начали славное дело: ты увидишь рождение нового жизненного проявления.“ Я остался в недоумении, не поняв смысла полученного сообщения». В тот день в Гайдсвилле сёстры Фокс впервые вступили в общение с невидимой сущностью посредством стуков.

### Особенности характера
Дэвис не был религиозен в общепринятом смысле слова. Более того, его версия Евангелия носила, скорее, критический характер. По словам А. Конан Дойля, он был, однако, «…честным, серьёзным, неподкупным, борющимся за правду человеком… и отличался большой щепетильностью во всех своих словах и поступках».
Исследователи феномена Дэвиса отмечали, что он был почти неграмотен и не читал книг.
Совершенно ясно, что любая труба может пропустить поток не больше определённого диаметра. Пользуясь этой метафорой можно сказать, что "диаметр" Дэвиса отличался от «диаметра» Сведенборга: Сведенборг являлся одним из образованнейших людей в Европе, тогда как Дэвис был всего лишь невежественным подростком из штата Нью-Йорк, но оба получали свои знания в состоянии транса. Откровение Сведенборга, быть может, более значительное, оказалось под воздействием его собственного ума, тогда как откровение Дэвиса являло собой несравнимо большее чудо.А. Конан Дойль 

## Философия Дэвиса

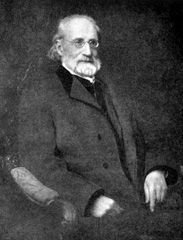
Э. Дж. Дэвис, ок. 1900

Дэвис считал, что путь прогресса для человечества — это «борьба с грехом», не только в библейском смысле слова: к последнему он относил слепой фанатизм и ограниченность. Своё «учение» (излагавшееся с использованием длинных непонятных терминов, которые потребовали создания целого словаря) он именовал «документальной религией», хотя религией в обычном смысле слова оно не было, а, скорее, напоминало свод мнений о строении мира, механизмах природы и истоках духовности («Философия гармонии», «Божественные откровения природы», «Univercoelum»).
В описаниях посмертной жизни Дэвис следовал Сведенборгу (которого многие считали его духом-наставником), описывая жизнь, похожую на земную — «полуматериальную», лишь отчасти измененную смертью. Дэвис подробно описывал стадии развития, которые человеческому духу приходится преодолевать в процессе восхождения к божественным сферам. По слова А. Конан Дойля, «…Он продвинулся ещё на один шаг вслед за Сведенборгом, не имея такого развитого интеллекта, которым отличался великий шведский мэтр. Сведенборг видел ад и рай такими, как их детально описал Дэвис. Однако Сведенборгу не удалось чётко определить сущность смерти и истинную природу мира духов, как это сделал его американский преемник».

## Последние годы
С период с 1845 по 1885 годы Дэвис написал около тридцати книг, посвященных различным темам — от космологии до медицины, — и две автобиографии: The Magic Staff (1857) и Beyond the Valley (1885). В 1878 году Дэвис порвал со спиритуализмом, осудив стремление его сторонников к сенсационным «чудесам» на сеансах и отсутствие интереса к философии явления. В 1886 году Дэвис получил медицинскую ученую степень в нью-йоркском Медицинском колледже и занялся ортодоксальной медицинской деятельностью. Он вернулся в Бостон, где открыл небольшой книжный магазин, где продавал также лечебные травы, которые сам же прописывал пациентам. Эндрю Джексон Дэвис скончался в Бостоне в 1910 году.

## Основные произведения
- «The Principles of Nature, Her Divine Revelations, and a Voice to Mankind»
- The Great Harmonia (1850—1861), энциклопедия в шести томах
- The Philosophy of Special Providences (1850)
- The Magic Staff (1857), автобиография
- Arabula: or the Divine Guest (со сборником Нового Евангелие)
- Stellar Key to the Summer Land (1868)
- Tale of a Physician or The Seeds and Fruits of Crime (1869)
- Views of Our Heavenly Home (1878)
- The Fountain with Jets of New Meanings (1870)